# Сейлор-Спрінгс (Іллінойс)
Сейлор-Спрінгс (англ. Sailor Springs) — селище (англ. village) в США, в окрузі Клей штату Іллінойс. Населення — 89 осіб (2020).

## Географія
Сейлор-Спрінгс розташований за координатами 38°45′52″ пн. ш. 88°21′36″ зх. д. / 38.76444° пн. ш. 88.36000° зх. д. (38.764425, -88.360024).  За даними Бюро перепису населення США в 2010 році селище мало площу 0,64 км², уся площа — суходіл.

## Демографія
Згідно з переписом 2010 року, у селищі мешкало 95 осіб у 43 домогосподарствах у складі 26 родин. Густота населення становила 147 осіб/км².  Було 58 помешкань (90/км²).
Расовий склад населення:
| - 97,9 % — білих - 1,1 % — корінних американців - 1,1 % — осіб інших рас |

До двох чи більше рас належало 0,0 %. Частка іспаномовних становила 1,1 % від усіх жителів.
За віковим діапазоном населення розподілялося таким чином: 20,0 % — особи молодші 18 років, 57,9 % — особи у віці 18—64 років, 22,1 % — особи у віці 65 років та старші. Медіана віку мешканця становила 43,5 року. На 100 осіб жіночої статі у селищі припадало 72,7 чоловіків;  на 100 жінок у віці від 18 років та старших — 76,7 чоловіків також старших 18 років.
За межею бідності перебувало 31,1 % осіб, у тому числі 73,7 % дітей у віці до 18 років та 18,2 % осіб у віці 65 років та старших.
Цивільне працевлаштоване населення становило 37 осіб. Основні галузі зайнятості: освіта, охорона здоров'я та соціальна допомога — 32,4 %, транспорт — 18,9 %, виробництво — 18,9 %.